# 馬格達萊納 (因蒂布卡省)
馬格達萊納（西班牙語：Magdalena），是洪都拉斯的城鎮，位於該國西部，由因蒂布卡省負責管轄，始建於1883年，面積41.61平方公里，海拔高度206米，2001年人口4,079，人口密度每平方公里98.03人。